# Іван Бородяк
Іван «Джон» Бородяк (ісп. Iván "John" Borodiak, народився 1940) — аргентино-американський футбольний захисник. Грав за збірну Аргентини, в Американській футбольній лізі і Північноамериканській футбольній лізі. 

## Професійна кар'єра
Бородяк народився в Аргентині в сім*ї українського походження. Почав свою кар'єру в аргентинській лізі, граючи за Talleres de Remedios de Escalada, а пізніше за Альмагро. На початку 1960 року команда Тризуб з американської футбольної ліги (АСЛ) підписали контракт з Бородяком, щоб укріпити команду для майбутнього Кубку США з футболу. Цей крок виправдав себе і команда виграла у 1960, 1961, 1963 і 1967 національні кубки. У 1967 році він грав за клуб  Чорноморська Січ (Ньюарк) і Філадельфія Спартанс. У 1968 році, Бородяк підписав контракт з Cleveland Stokers з північноамериканської футбольної ліги. В наступному році, він перевівся в клуб  Baltimore Bays. 

## Збірна
Бородяк зіграв одну гру за американську національну збірну з рахунком  10-0 на користь Англії 27 травня, 1964.